# Faculté de lettres et sciences humaines de Dakar
La faculté des lettres et sciences humaines est un établissement public et une composante de l'université Cheikh Anta Diop.

## Histoire
La faculté des lettres et sciences humaines est née de la transformation de l’institut des hautes études de Dakar en université. Créé en 1950 et placé sous l’égide du recteur de l’académie de Bordeaux, siège traditionnel des chaires coloniales, cet institut, qui regroupait les écoles supérieures de médecine, sciences, droit et lettres, devint officiellement, le 24 février 1957, l’université de Dakar.
Cet établissement d'enseignement supérieur propose une variété de formations dans les domaines des lettres et des sciences humaines. Les étudiants ont la possibilité de se spécialiser dans des disciplines telles que la linguistique, la philosophie, la sociologie, l'histoire, la géographie, la psychologie et bien d'autres.

## Enseignement
La faculté dispense diverses enseignements en système licence-master-doctorat (système LMD) dont les lettres et sciences sociales. Elle compte treize départements :
- Département des langues et civilisations germaniques
- Département des études anglophones
- Département d’arabe
- Département de géographie
- Département d’histoire
- Département de langues anciennes
- Département de langue Persane
- Département de langues et civilisations Romanes
- Département de lettres modernes
- Département de linguistique et des sciences du langage
- Département de philosophie
- Département de langues et civilisations Slaves
- Département de sociologie
- Institut des langues étrangères appliquée